# Chemin de fer-tunnel de Fleissalm
Le chemin de fer-tunnel de Fleissalm, en allemand Tunnelbahn Fleißalm ou Stollenbahn Fleißalm, est une remontée mécanique d'Autriche située à Heiligenblut am Großglockner, dans le massif des Hohe Tauern. Officiellement de type « monorail suspendu à câble tracteur à va-et-vient, avec évitement », il s'agit en réalité d'un téléphérique de type pulsé. Sa particularité, unique au monde depuis sa construction en 1987, est d'évoluer en souterrain dans une galerie d'amenée des eaux sur un parcours essentiellement proche de l'horizontale. Elle permet de relier le secteur de Fleissalm au reste de la station de sports d'hiver.

## Géographie

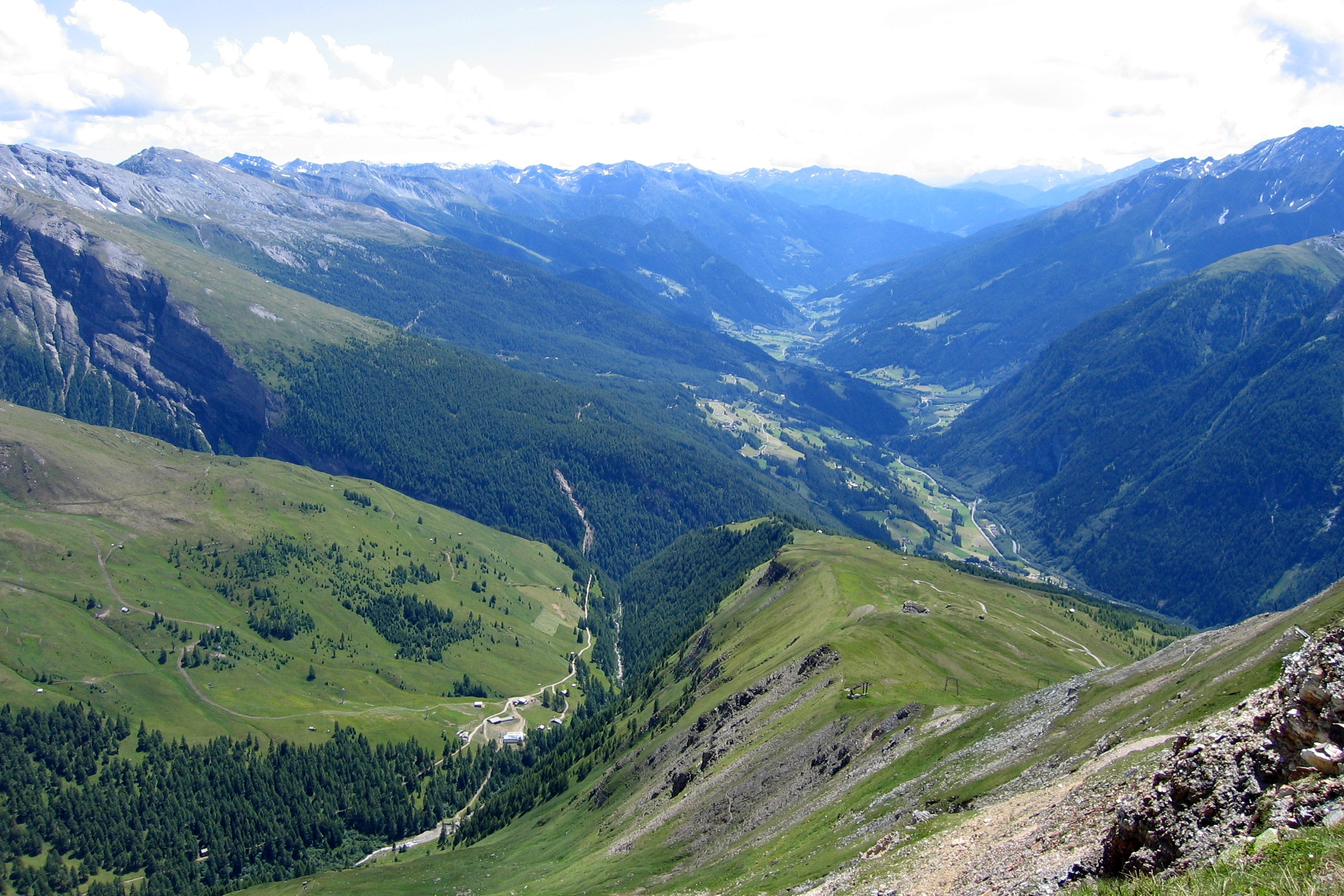
Vue depuis le sommet du Schareck au nord de la crête franchie par la remontée mécanique dont la gare amont est visible à gauche dans le vallon ; en aval, la vallée de la Möll.

La remontée mécanique est située dans le sud-ouest de l'Autriche, en Carinthie, à Heiligenblut am Großglockner, un village et station de sports d'hiver à l'extrémité amont de la vallée de la Möll, dans les Hohe Tauern, un massif des Alpes incluant le Großglockner, point culminant du pays situé de l'autre côté de la vallée. Le domaine skiable de Heiligenblut - Großglockner, dont le village est implanté à 1 300 mètres d'altitude, est réparti en deux secteurs, principalement sur l'adret et la face nord-ouest du Schareck, un sommet culminant à 2 606 mètres d'altitude, ainsi que sur la face ouest du Gjaidtroghöhe, un autre sommet culminant à 2 988 mètres d'altitude plus à l'est. Ces deux secteurs sont séparés par une crête relativement escarpée descendant sur l'adret du Schareck depuis son sommet et qui complique les liaisons à ski. Si une piste descend du Schareck sur le secteur de Fleissalm au pied du Gjaidtroghöhe, il n'y a aucun autre moyen de regagner le bas de la station autrement que par le chemin de fer-tunnel . Celui-ci joue alors le rôle d'une remontée mécanique de liaison, son dénivelé étant négligeable au vu de sa longueur et pouvant être empruntée dans les deux sens.
La gare aval est située sur l'adret du Schareck, à 1 753 mètres d'altitude, au-dessus du village de Heiligenblut am Großglockner, le long de la Haute route alpine du Großglockner, une route touristique reliant les vallées de la Salzach et de la Möll par le col du Hochtor. Elle est implantée le long du Rossbach, un petit torrent, à proximité immédiate de la gare amont de la télécabine de Rossbach en provenance du village et des gares avals de la télécabine du Schareck et du téléski de Seppn'alm à destination du sommet du Schareck. Ce site est par conséquent le point de convergence de plusieurs pistes de ski. La gare amont est située 1 650 mètres plus loin à l'est-nord-est, à 1 809 mètres d'altitude, dans la petite vallée du Großfleißbach, un torrent descendant du Hocharn, au pied de la face ouest du Gjaidtroghöhe, à proximité immédiate du court téléski d'Ederfeld et de la gare aval du télésiège de Fleissbahn. Entre les deux, le trajet du chemin de fer-tunnel est en quasi-totalité en souterrain, empruntant une galerie d'amenée des eaux aménagée pour accueillir l'infrastructure de transport. À son extrémité aval, une courte section aérienne — la seule du parcours — soutenue par un pylône permet de franchir sur 65 mètres le torrent de Rossbach jusqu'à l'entrée du tunnel située au-dessus ; à son extrémité amont le torrent de Großfleißbach est franchi au moyen d'un pont tubulaire jouant le rôle de paravalanche jusqu'à la gare où les cabines arrivent au quai ouvert d'un seul côté sur l'extérieur. La galerie est en pente descendante vers l'est alors que la remontée mécanique permet de gagner de l'altitude. Il en résulte qu'après une courte montée entre la gare aval et l'entrée du tunnel, les cabines perdent légèrement en altitude jusqu'à la fin de la galerie au moment où elles empruntent le pont tubulaire puis la tranchée couverte jusqu'à la gare amont qui leur fait gagner 57 mètres d'altitude ; le dénivelé net entre la gare aval et la gare amont est ainsi de 56 mètres en positif malgré la descente de la galerie.

## Caractéristiques techniques
La remontée mécanique est présentée comme étant un « monorail suspendu à câble tracteur à va-et-vient, avec évitement » — en allemand Seilgezogene Einschienen-Hängebahn mit Pendelbetrieb und Ausweiche in Streckenmitte — mais ses caractéristiques techniques en font en réalité un téléphérique de type pulsé, c'est-à-dire un moyen de transport par câbles comportant des trains de cabines et non une unique benne,.
Le qualificatif de monorail tient à la présence de rails en acier au-dessus des cabines qui assurent la fonction de portance, la présence de pylônes étant inutile du fait de la présence d'un plafond sur la quasi intégralité du parcours,. De plus, des galets sous les cabines permettent un guidage grâce à d'autres rails au sol dans une partie du tunnel afin de garantir leur verticalité et d'éviter ainsi leur balancement contre les parois,. La différence avec un téléphérique s'arrête là puisque la remontée mécanique réunit toutes les autres caractéristiques d'un transport par câble classique : moteur et machinerie en gare, câble tracteur, galets de roulage pour le câble, trains de cabines, etc.
Les passagers qui peuvent emprunter le chemin de fer-tunnel dans les deux sens embarquent dans des cabines de 5 places réunies en deux trains de 11 cabines chacun soit 22 cabines au total, pour une capacité maximale de 110 personnes,. La vitesse maximale de 7 m/s permet un trajet de 5 min 30 s et un débit horaire de 550 personnes sur les 1 650 mètres de trajet effectué entre 1 753 et 1 850 mètres d'altitude soit un dénivelé positif net de 56 mètres pour une pente moyenne de 3,4 % et maximale de 36,9 %,. Une voie d'évitement au milieu du parcours permet aux cabines de se croiser,.
Le chemin de fer-tunnel peut seulement être exploité l'hiver car en période estivale, l'eau refait son apparition dans le fond du tunnel avec le dégel et la réouverture de la centrale hydroélectrique alimentée en partie par cette galerie,.

## Histoire
La station de sports d'hiver de Heiligenblut - Großglockner se développe dans les années 1960 sur l'adret du Schareck et les projets d'extension du domaine skiable se portent ensuite sur le Gjaidtroghöhe voisin,. Cependant, les deux montagnes sont séparées par une barrière naturelle représentées par une crête et un vallon relativement escarpés et sujets aux avalanches,. Pour accéder aux vastes champs de neige du Gjaidtroghöhe, l'exploitant de la station projette d'utiliser la galerie d'amenée des eaux qui traverse la-dite crête et qui transfère les eaux du torrent de Rossbach à celui de Großfleißbach pour les besoins d'une centrale hydroélectrique. Des études sont menées et après de nombreux avis défavorables de la part d'experts, une solution est trouvée avec un système mixte entre le monorail et le transport par câbles,. En effet, l'environnement en tunnel dans une galerie étroite, présentant des courbes et dont le plancher est parcouru en période estivale par un courant d'eau jusqu'à une côte maximale de 0,5 mètre interdit l'installation de structures de transport classiques, notamment sur rail de type train à crémaillère ou funiculaire,. Un système aérien est alors conçu par Waagner-Biró et les travaux débutent en 1985 avec l'aménagement de la galerie, la construction des gares aval et amont et les raccordements par le biais d'une courte section aérienne soutenue par l'unique pylône en aval et la construction d'un pont tubulaire et d'une tranchée couverte en amont,. Dans le même temps, les remontées mécaniques — un télésiège et deux téléskis — qui partent à l'assaut du Gjaidtroghöhe sont construites,.
Alors que les remontées mécaniques du secteur de Fleissalm sont opérationnelles pour la saison 1986-1987, les retards accumulés lors des travaux du chemin de fer-tunnel repoussent l'ouverture de cette partie du domaine skiable à décembre 1987 et le téléphérique est officiellement inauguré le 9 janvier 1988. Depuis cette date, le chemin de fer-tunnel de Fleissalm est le seul au monde dans son genre,.